# 吳庚 (景泰進士)
吳庚（1417年—？），字仲明，河南河南府洛陽縣人，民籍，明朝政治人物。進士出身。

## 生平
河南鄉試第十七名。景泰五年（1454年）甲戌科會試第一百八十二名，殿試登進士第三甲第一百四十八名。

## 家族
曾祖吳成。祖父吳海。父亲吳徵，曾任通判。